# Laurence Lebeau
Laurence Lebeau épouse Monclar, née le 4 juin 1957 à Longeville-lès-Metz, est une athlète française, spécialiste du 100 mètres haies. 

## Biographie
En 1975, elle est championne de France universitaire ASSU du saut en hauteur avec un bond de 1,75 m.
En 1975 également, Laurence Lebeau devient la première française championne d’Europe junior, tous sports confondus, en s'imposant sur 100 m haies lors des championnats d'Europe juniors, à Athènes.
Elle remporte trois titres de championne de France : deux sur 100 mètres haies en 1978 et 1980, et un en salle sur 60 m haies en 1980. Elle améliore à deux reprises le record de France du 100 mètres haies, le portant à 13 s 20 puis à 13 s 03 en 1980. Elle a également détenu le record de France du 50 m haies (en salle) en 6 s 98 (1981), et celui du 60 m haies (8 s 27 en 1981 et 8 s 14 en 1982).
Elle participe aux Jeux olympiques de 1980, à Moscou, et atteint les demi-finales du 100 m haies.

## Vie privée
Elle a été l'épouse de Jacques Monclar, basketteur et entraîneur, avec qui elle a eu trois enfants, Julien et Benjamin, également basketteurs, et Clément.

## Palmarès
- Championnats de France d'athlétisme :
  - vainqueur du 100 m haies en 1978 et 1980.
- Championnats de France d'athlétisme en salle :
  - vainqueur du 60 m haies en 1980.

## Records
| Épreuve     | Performance | Lieu | Date |
| ----------- | ----------- | ---- | ---- |
| 100 m haies | 13 s 03     |      | 1980 |